# Пецник
Пецник (пол. Piecnik) — село в Польщі, у гміні Мірославець Валецького повіту Західнопоморського воєводства.
Населення — 177 осіб (2011).
У 1975-1998 роках село належало до Пільського воєводства.

## Демографія
Демографічна структура станом на 31 березня 2011 року:
|          | Загалом | Допрацездатний вік | Працездатний вік | Постпрацездатний вік |
| -------- | ------- | ------------------ | ---------------- | -------------------- |
| Чоловіки | 83      | 14                 | 63               | 6                    |
| Жінки    | 94      | 23                 | 53               | 18                   |
| Разом    | 177     | 37                 | 116              | 24                   |